# 道の駅玉露の里
道の駅玉露の里（みちのえき ぎょくろのさと）は、静岡県藤枝市岡部町新舟（にゅうふね）にある静岡県道209号静岡朝比奈藤枝線の道の駅である。

## 主な施設
- 駐車場
  - 普通車：91台
  - 大型車：3台
  - 身障者用 : 1台
- トイレ（いずれも24時間利用可能）
  - 男：大 2器、小 4器
  - 女：5器
  - 身障者用：1器
- 公衆電話
- 食堂（11:00 - 15:00）
- 売店
- 茶室「瓢月亭」（9:30 - 17:00）
- 村越化石の句碑

## 休館日
- 第4月曜日（祝日の場合は翌日）（4、5、8月は営業）

## アクセス
- 静岡県道209号静岡朝比奈藤枝線 - 登録路線

## 周辺
- やまめの里